# La Bataille du rail
La Bataille du rail é um filme de drama francês de 1946 dirigido e escrito por René Clément. Estrelado por Marcel Barnault e Jean Clarieux, venceu a primeira edição de Prêmio do Júri do Festival de Cannes.